# ルシフェルの右手
『ルシフェルの右手』（ルシフェルのみぎて）は、芹沢直樹による日本の漫画作品。
『モーニング』（講談社）にて2010年13号から2011年44号にかけて不定期に連載された。単行本は全6巻。

## あらすじ
内戦中のアフリカ某国の野戦病院でボランティア活動に従事していた医師・勝海由宇は、自分の命を守るために襲ってきた兵士を射殺してしまう。
人を殺した医師失格の烙印として右手に堕天使・ルシフェルの刺青を刻み、日本へ戻り横浜へと流れ着いた勝海は一人の医師と出会う。

## 登場人物
勝海 由宇（かつみ ゆう）
外科医。勤めていた大学病院を辞め、NPOボランティアに参加する。が、参加国で内戦が勃発、反政府ゲリラに拘束されるも、人命救助を第一に考え、ゲリラ軍に求められるまま医師として仕事を続ける。しかし、新しい大統領の就任により反政府ゲリラ掃討作戦が指示され、自分の命を守るため、襲ってきた政府軍の兵士を射殺してしまう。人を殺し、医療から離れる自戒として右手に堕天使・ルシフェルの刺青を入れ、日本へ帰国した後、横浜で船木というチンピラに絡まれ怪我を負い路上に倒れていたところを皆戸野医院へ運ばれ、医師であることを知った皆戸野院長に人手不足を理由に治療に当たるよう駆り出される。医療の道へ戻ることに躊躇いを感じていたが、皆戸野に迷いを打ち消され、皆戸野医院で働き始める。
皆戸野（みなとの）
皆戸野医院院長。患者は保険未加入者や保険料滞納者、外国人などで治療費の支払いもままならない者が多く、ツケや分割払いも受け付けている。そのため、儲けとはかけ離れた経営状態で給料もまともに払われないため常に人手不足状態が続いている。
皆戸野医院を開院する前は京浜医科大学付属病院に勤めており、次期教授の候補にもなり資産家の家に婿入りしたので順風満帆だった。その反面、病院のルールに縛られて命を救えないもどかしさを感じていた。そんな中、ある少年の母親を救うために独断で講團組の組員である脳死患者の肝臓移植手術を行った。それが現在の講團組組長との出会いであり、その少年である勝海由宇との出会いだった。その後、反・皆戸野派にやり玉に挙げられて病院を去り、資産家の娘と離婚して苗字を旧姓の皆戸野に戻して医院を開院し己の出来る医療を始めた。そんな中、チンピラに刺され路上に倒れていた勝海が運ばれ、再会を果たす。
チンピラ・船木と船木の子を身ごもったジョアンが運ばれてきた際にクモ膜下出血で意識不明になる。だが、直前に海の迷いを打ち消し、医師として再生する道を示した。その後、かつての勤め先であった病院に搬送され、一命を取り留めるも病院のルールを破って追放された身ゆえに追い出されて知人・堤陽之介が院長を務める堤富士病院に移転する。
佐倉　江利子（さくら　えりこ）
皆戸野医院の手術の準備も出来、術中の手伝いも完璧な医療事務員。
しっかり者で加治や浜と飲み、朝帰りをする勝海を叱り飛ばしている。が、彼女が作る医院の病院食は船木曰くあまり上手いものではないらしい。
記憶喪失で皆戸野医院に来る前の記憶を失っている。『佐倉江利子』は皆戸野が彼女にくれた名前。
七海　翔子（ななみ　しょうこ）
京浜医科大学総合内科元医師。真面目な性格だが、それが災いして色々な科の医師や看護しとぶつかって病院を転々としている。京浜医大も似た経緯でやめるが、勝海に皆戸野医院に来ないかと誘われる。
岬（みさき）
勝海の元同僚。大学病院勤務。

## 書誌情報
芹沢直樹 『ルシフェルの右手』 講談社〈モーニングKC〉 全6巻
1. 2010年08月23日発売、ISBN 978-4-06-372937-5
2. 2010年11月22日発売、ISBN 978-4-06-372960-3
3. 2011年02月23日発売、ISBN 978-4-06-372979-5
4. 2011年06月23日発売、ISBN 978-4-06-387010-7
5. 2011年09月23日発売、ISBN 978-4-06-387041-1
6. 2011年10月21日発売、ISBN 978-4-06-387049-7